# Seznam ameriških dirkačev
Seznam ameriških dirkačev.

## A
- Mario Andretti
- Michael Andretti
- Art Arfons
- Walt Arfons

## B
- Erwin George Baker
- Craig Breedlove
- Steve Butler

## C
- Arthur Chevrolet
- Gaston Chevrolet
- Joie Chitwood
- Kim Crosby

## D
- Wally Dallenbach starejši
- Ralph DePalma
- Mark Donohue

## E
- Dale Earnhardt
- Dale Earnhardt mlajši

## F
- Tim Fedewa
- Sarah Fisher
- John Fitch (dirkač)
- A. J. Foyt

## G
- Gary Gabelich
- Chip Ganassi
- Jeff Gordon
- Robby Gordon
- Jeff Green (NASCAR)
- Dan Gurney
- Janet Guthrie

## H
- Ray Harroun
- Ralph Hepburn
- Bryan Herta
- Phil Hill
- Ted Horn
- Sam Hornish mlajši

## I
- Tommy Ivo

## J
- Gordon Johncock

## K
- Ray Keech
- Anita King

## L
- Buddy Lazier

## M
- Roger McCluskey
- Mike McLaughlin
- Rick Mears
- James Anthony Murphy

## N
- Paul Newman

## O
- Robert O'Brien
- Danny Ongais

## P
- Danica Patrick (*1982)

## R
- Bobby Rahal
- Dick Rathmann
- Deborah Renshaw
- Lance Reventlow
- Floyd Roberts
- Shawna Robinson
- Johnny Rutherford

## S
- Jay Sauter
- Carroll Shelby
- Tom Sneva
- Scott Speed

## T
- Mickey Thompson

## U
- Al Unser
- Al Unser mlajši
- Bobby Unser

## V
- Jimmy Vasser

## W
- Bubba Wallace
- Rodger Ward